# Nanowar of Steel
Nanowar of Steel (geschreven als NanowaR of Steel) is een Italiaanse comedyrock- en heavymetalband. De muziek is vaak satirisch van aard (of true metal, zoals de band het zelf noemt) en parodieert meer dan eens metalbands die hun werk naar eigen zeggen “te serieus nemen”. Ook maakt de band regelmatig gebruik van samples van bekende nummers.

## Etymologie
Tot 2006 stond de band bekend als Nanowar. Er werd echter besloten, in navolging van Rhapsody of Fire naamswijziging (vóór 2006 heette die band kortweg Rhapsody), om de naam te wijzigen in Nanowar of Steel. De naam is een woordspeling op de namen van metalbands Manowar en Rhapsody of Fire.

## Geschiedenis

### Eerste albums en virale video
Nanowar of Steel bracht het eerste, alsmede het tweede album Other Bands Play, Nanowar Gay!, in 2005 uit op muziekdienst Jamendo onder de Creative Commons-BY-NC-SA-licentie. Ook het daaropvolgende album uit 2010, Into Gay Pride Ride, werd op Jamendo onder die licentie uitgebracht.
In april 2012 bracht Nanowar of Steel een videoclip uit bij de single Giorgio Mastrota, die in twee weken tijd 100.000 keer bekeken werd op YouTube. In het nummer worden de werkzaamheden van televisiepresentator Giorgio Mastrota geparodieerd. In 2018 bracht de band het nummer samen met hem ten gehore tijdens een liveconcert op het jaarlijkse evenement Lucca Comics & Games.
In 2013 werkte Nanowar of Steel samen met Feudalesimo e Liberta’, een Italiaanse pseudo-politieke partij. In augustus van dat jaar volgde een videoclip omtrent de standpunten van de partij.

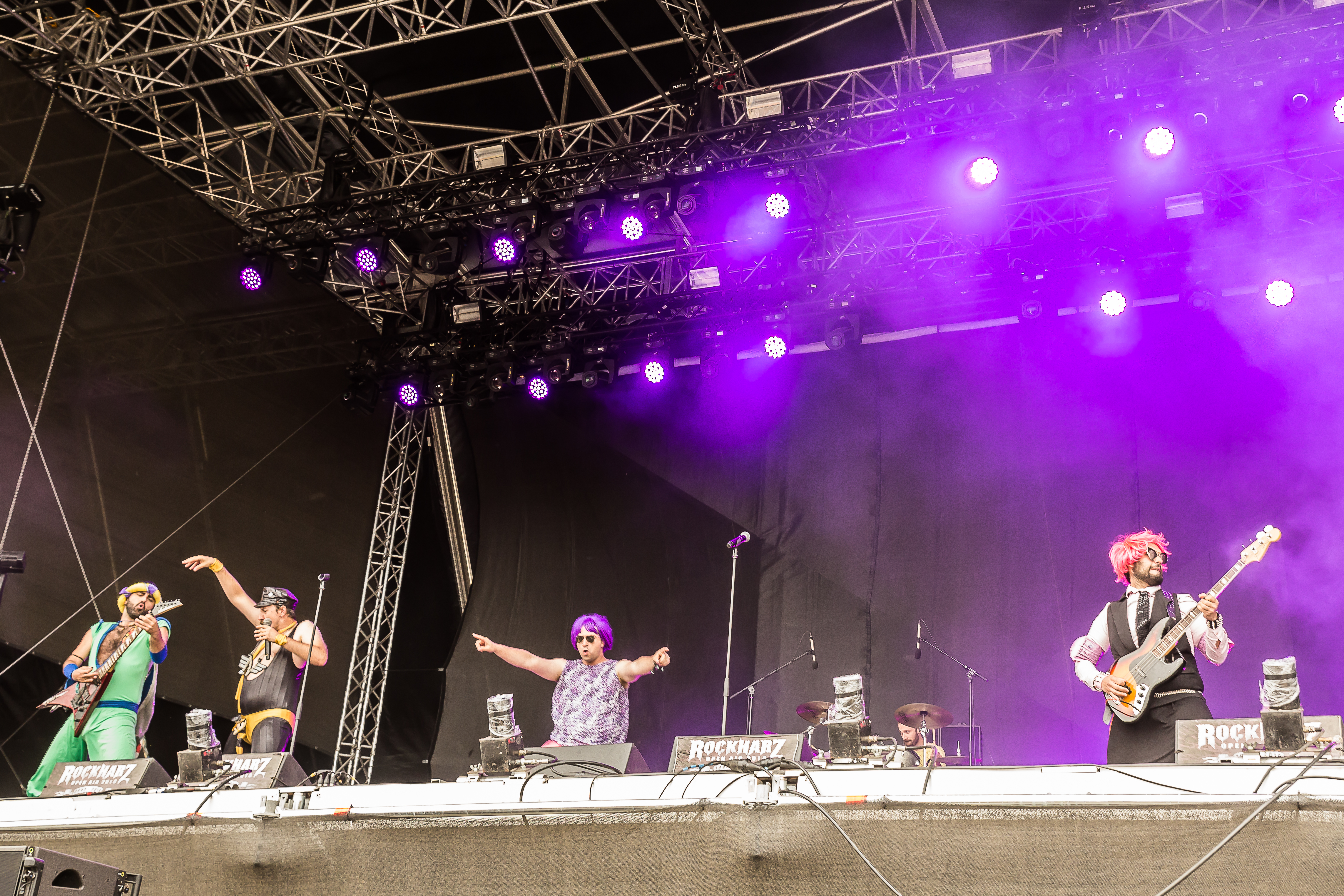
Nanowar op Rockharz Open Air (2018)

In 2018 stond de band op Rockharz Open Air. In juli 2019 bracht Nanowar of Steel het nummer Norwegian Reggaeton uit. Het nummer ging viraal op YouTube met 800.000 weergaven in de eerste vijf dagen en 2,8 miljoen in de eerste maand. Het nummer wordt gekenmerkt door de tamelijk unieke combinatie van heavy metal en reggaeton. In het nummer en de videoclip is samengewerkt met Charly Glamour, zanger van de Spaanse parodieband Gigatron.
In het najaar van 2019 tekende Nanowar of Steel een platencontract bij Napalm Records. In december 2019 verscheen de single Valhalleluja, een kerstnummer waarin heavy metal en gospel worden gecombineerd. Qua tekst staan de Noordse god Odin en IKEA centraal. Angus McFife van de band Gloryhammer bezingt en speelt de rol van Odin. Ook dit nummer ging in de eerste dagen viraal, maar minder dan Norwegian Reggaeton.

### Coronacrisis, folkelementen en disco
In mei 2020 bracht Nanowar of Steel de single Sneeztem of a Yawn uit, een nummer over de levens van de bandleden tijdens de coronacrisis in Zuid-Italië. De tekst bevatte gecodeerde teksten en diverse verwijzingen naar complottheorieën.
Begin 2021 kondigde Nanowar of Steel het album Italian Folk Metal aan, dat op 2 juli van dat jaar werd uitgebracht. Het was het eerste album van de band dat volledig in het Italiaans was (voordien was dat beperkt tot enkele nummers uit het oeuvre). Een van de uitgebrachte singles was La Polenta Taragnarock, met daarop een gastbijdrage van Giorgio Mastrota, die tevens een hoofdrol in de videoclip had.

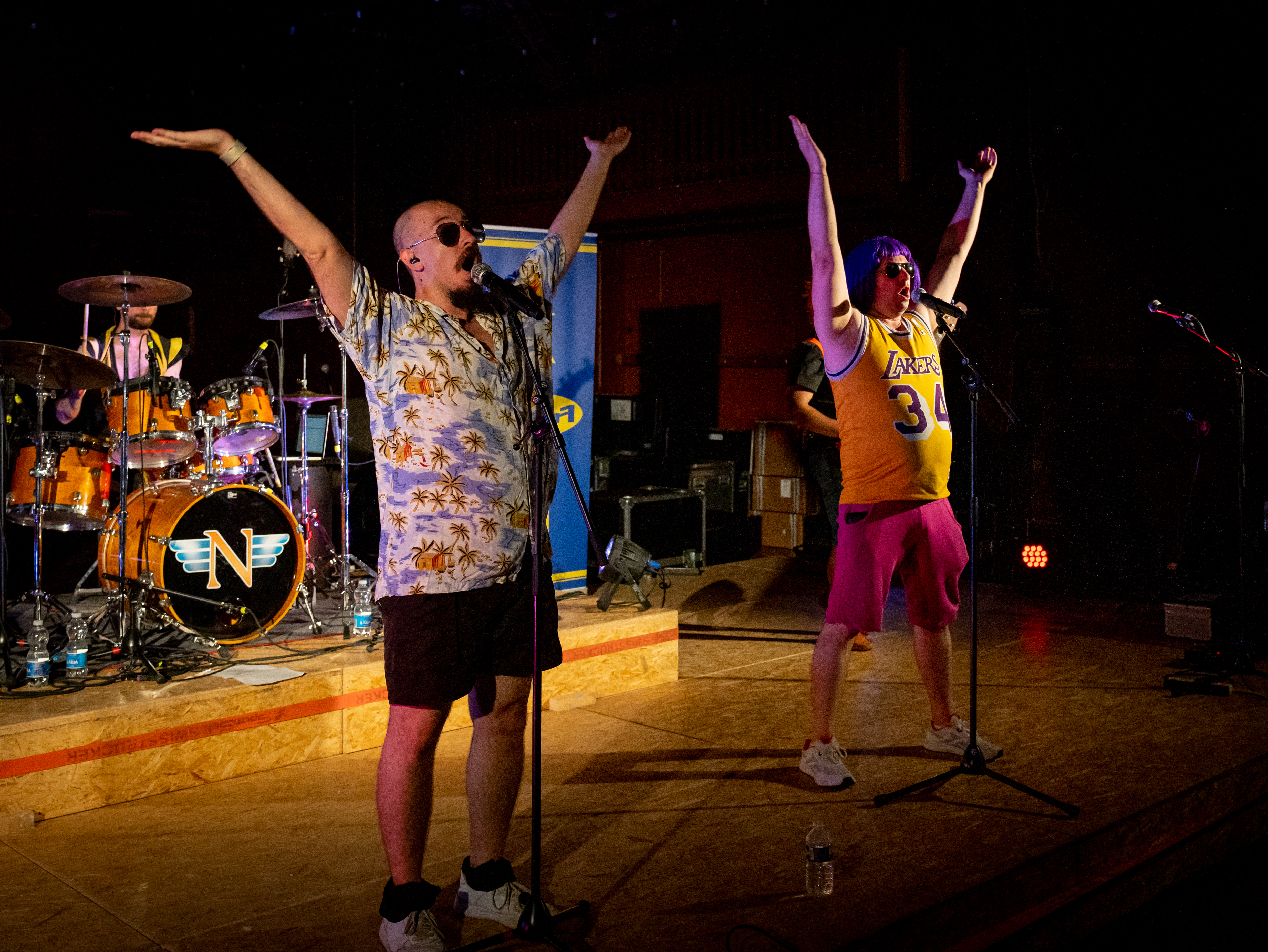
Nanowar tijdens een liveoptreden in Zwitserland (2022)

In november 2022 verscheen het nummer Armpits of Immortals, in samenwerking met Ross the Boss, voormalig gitarist van Manowar.
In 2023 bracht Nanowar of Steel het album Dislike To False Metal uit. Van het album werd onder meer de single Disco Metal uitgebracht, waarop discomuziek en metal gecombineerd werden. Ook werd de single Pasadena 1994 uitgebracht, een duet met Joakim Brodén, zanger van de band Sabaton. In april van dat jaar ging Nanowar of Steel op tour met Frozen Crown.
In september 2024 ging Nanowar of Steel op een paar maanden durende tour door de Verenigde Staten en Canada. Ook verscheen dat jaar het album XX Years of Steel. Op het album stonden voornamelijk liveuitvoeringen van reeds eerder uitgebrachte nummers, maar ook enkele nieuwe.

## Discografie

### Ep's
| Naam | Jaar                           | Label            |
| ---- | ------------------------------ | ---------------- |
| 2003 | True Metal of the World (demo) | Zelf-uitgebracht |
| 2016 | Tour-Mentone Vol.1             | Zelf-uitgebracht |

### Albums
| Jaar      | Titel                          | Label                                    | Opmerkingen                      |
| --------- | ------------------------------ | ---------------------------------------- | -------------------------------- |
| 2003      | Triumph of True Metal of Steel | Zelf-uitgebracht                         |                                  |
| 2005      | Other Bands Play, Nanowar Gay! | Zelf-uitgebracht                         |                                  |
| 2007      | Made in Naples                 | Zelf-uitgebracht                         | Live-album                       |
| 2007      | Promotional Compilation 2007   | Zelf-uitgebracht                         | Compilatie-album                 |
| 2010      | Into Gay Pride Ride            | Zelf-uitgebracht                         |                                  |
| 2014      | A Knight at the Opera          | Zelf-uitgebracht                         | Album + dvd                      |
| 2018/2020 | Stairway to Valhalla           | Audioglobe (2018); Napalm Records (2020) | Heruitgave (2020) bevat bonus-cd |
| 2021      | Italian Folk Metal             | Napalm Records                           |                                  |
| 2023      | Dislike to False Metal         | Napalm Records                           |                                  |
| 2024      | XX Years of Steel              | Napalm Records                           | Grotendeels live-album           |

### Singles
| Jaar | Naam                                                          | Album                             | Opmerkingen                                               |
| ---- | ------------------------------------------------------------- | --------------------------------- | --------------------------------------------------------- |
| 2009 | Metal La La La                                                | Other Bands Play, Nanowar Gay!    |                                                           |
| 2012 | Giorgio Mastrota (The Keeper of Inox Steel)                   | A Knight At The Opera             |                                                           |
| 2012 | Nanowar                                                       | Into Gay Pride Ride               |                                                           |
| 2012 | RAP-sody                                                      | Into Gay Pride Ride               |                                                           |
| 2014 | I'm Heavy                                                     | -                                 | parodiecover van Happy                                    |
| 2017 | Bestie di Seitan                                              | -                                 | met Maurizio Merluzzo                                     |
| 2018 | The Call Of Cthulhu                                           | Stairway To Valhalla              |                                                           |
| 2018 | Heavy Metal Kibbles                                           | Stairway To Valhalla              |                                                           |
| 2019 | Vegan Velociraptor                                            | Stairway To Valhalla              |                                                           |
| 2019 | And Then I Noticed That She Was A Gargoyle                    | Stairway To Valhalla              |                                                           |
| 2019 | Norwegian Reggaeton                                           | Stairway To Valhalla (heruitgave) | met Charly Glamour van Gigatron                           |
| 2019 | Valhalleluja                                                  | Stairway To Valhalla (heruitgave) | met Angus McFife (voormalig Gloryhammer-bandlid)          |
| 2020 | Sneeztem of a Yawn                                            | Stairway To Valhalla (heruitgave) |                                                           |
| 2020 | Uranus                                                        | Stairway to Valhalla              | met Michael Starr van Steel Panther                       |
| 2020 | In The Sky                                                    | Stairway to Valhalla              |                                                           |
| 2021 | Formia                                                        | -                                 | met Mariateresa Di Calcutta                               |
| 2021 | Biancodolce                                                   | -                                 |                                                           |
| 2021 | La Maledizione di Capitan Findus/Der Fluch des Kapt’n Iglo    | Italian Folk Metal                |                                                           |
| 2021 | Gabonzo Robot                                                 | Italian Folk Metal                | met Dr. Pira                                              |
| 2021 | La Polenta Taragnarock                                        | Italian Folk Metal                | met Giorgio Mastrota                                      |
| 2022 | Armpits of Immortals                                          | XX Years of Steel                 | met Ross The Boss (voormalig Manowar-bandlid)             |
| 2023 | Winterstorm in the Night                                      | Dislike to False Metal            | met Madeleine Liljestam                                   |
| 2023 | Disco Metal                                                   | Dislike to False Metal            |                                                           |
| 2023 | Pasadena 1994                                                 | Dislike to False Metal            | met Joakim Brodén van Sabaton                             |
| 2023 | Sober                                                         | Dislike to False Metal            |                                                           |
| 2023 | Protocol of Love                                              | Dislike to False Metal            | parodiecover van My Heart Will Go On                      |
| 2024 | Afraid to Shoot into the Eyes of a Stranger in a Strange Land | XX Years of Steel                 |                                                           |
| 2024 | Das rote Pferd                                                | XX Years of Steel                 | cover van Markus Becker & Mallorca Cowboys                |
| 2024 | El Baile del Perrito                                          | XX Years of Steel                 | cover van Wilfrido Vargas                                 |
| 2024 | Stormwarrior of the Storm                                     | XX Years of Steel                 |                                                           |
| 2024 | HelloWorld.java                                               | XX Years Of Steel                 | in Java geschreven nummer en tevens uitgebracht op GitHub |
| 2025 | Iride                                                         | nog onbekend                      |                                                           |

### Promotionele singles
| Jaar | Naam                   | Album                  | Opmerkingen |
| ---- | ---------------------- | ---------------------- | ----------- |
| 2023 | Metal Boomer Battalion | Dislike to False Metal |             |

### Als gastartiest
| Jaar | Titel          | Opmerkingen                        |
| ---- | -------------- | ---------------------------------- |
| 2024 | Bikini Pirates | The Rumpled feat. Nanowar of Steel |